# Dolores Luks
Dolores Luks (ur. 11 kwietnia 1958) – polska lekkoatletka, specjalizująca się w skoku w dal, medalistka mistrzostw Polski.

## Kariera sportowa
Była zawodniczką Górnika Zabrze.
Na mistrzostwach Polski seniorek na otwartym stadionie zdobyła jeden medal - brązowy w skoku w dal w 1976. 
Rekord życiowy w skoku w dal: 6,30 (22.07.1979).